# سنجاي شاندرا
سنجاي شاندرا (بالإنجليزية: Sanjay Chandra)‏ هو شخصية أعمال هندي، ولد في 7 سبتمبر 1972.